# Jackie Dinkins
Jackie Dinkins (22 gennaio 1950 – Liegi, 7 marzo 1983) è stato un cestista statunitense, professionista nella NBA, nei Paesi Bassi e in Belgio.

## Carriera
Venne selezionato dai Chicago Bulls al nono giro del Draft NBA 1971 (150ª scelta assoluta).

## Palmarès
- Campionato olandese: 1

Rotterdam-Zuid: 1973-74
- Coppa d'Olanda: 1

Rotterdam-Zuid: 1975